# 喬霍喬霍內山
16°32′08″S 69°54′05″W / 16.53556°S 69.90139°W
喬霍喬霍內山（Chuqu Chuquni），是秘魯的山峰，位於該國東南部普諾大區，由埃爾科廖省的聖羅薩區負責管轄，屬於安地斯山脈的一部分，海拔高度5,000米。